# Changgucheng (sockenhuvudort i Kina, Hebei Sheng, lat 38,70, long 114,96)
Changgucheng är en sockenhuvudort i Kina. Den ligger i provinsen Hebei, i den norra delen av landet, omkring 180 kilometer sydväst om huvudstaden Peking. Antalet invånare är 36 937. Befolkningen består av 19 782 kvinnor och 17 155 män. Barn under 15 år utgör 23,0 %, vuxna 15-64 år 68 %, och äldre över 65 år 8,0 %.
Runt Changgucheng är det tätbefolkat, med 849 invånare per kvadratkilometer. Närmaste större samhälle är Zhuanlu, 5,6 km söder om Changgucheng. Trakten runt Changgucheng består till största delen av jordbruksmark.
Genomsnittlig årsnederbörd är 665 millimeter. Den regnigaste månaden är juli, med i genomsnitt 202 mm nederbörd, och den torraste är januari, med 3 mm nederbörd.